# Luis Sendín López
Luis [Ramón o Eduardo] Sendín López (Lugo, 1909 - Madrid, 2 d'octubre de 1942) va ser un actiu sindicalista de la Unió General de Treballadors d'Espanya (UGT), membre primer de les Joventuts Socialistes Unificades (JSU) i del Partit Comunista (PCE) després, executat víctima de la repressió per la dictadura franquista.

## Biografia
Sindicalista des de 1929 i membre de les JSU, va començar jove a col·laborar amb Mundo Obrero. Durant la Guerra Civil va arribar a formar part de la direcció de les JSU i va ser comissari polític de la Divisió d'Enginys Blindats. Quan les tropes revoltades van partir en dues la zona republicana cap al final de la guerra (Catalunya al nord i part de la Comunitat Valenciana, Castella-la Manxa i Múrcia al sud), es trobava en la província d'Alacant, on va conèixer Ángel Garvín, però va ser detingut i internat en el camp de concentració d'Albatera, mentre Garvín aconseguia amagar-se.
Va escapar del camp d'Albatera als pocs dies i va aconseguir sortir cap a l'interior de la província de València on va romandre ocult a les muntanyes. El 1941 Sendín va tornar a València i va començar a treballar en el mercat. Allí va travar amistat i contacte amb Heriberto Quiñones González, dirigent a l'interior del Partit Comunista d'Espanya. Després va viatjar amb ell en l'estiu de 1941 a Madrid, ja dins de l'estructura orgànica de la direcció del PCE. Va ser detingut poc després d'arribar, sent el primer dels detinguts d'una operació de la Brigada Político-Social contra la direcció comunista. Malgrat totes les prevencions, Heriberto Quiñones es va fer càrrec de l'organització del PCE a Madrid i va ser detingut mesos més tard, al costat d'Ángel Garvín, al carrer d'Alcalá. Un quart i últim membre de l'estructura del PCE, Federico Frutos de San Antonio, va escapar només per uns dies. Sendín, Quiñones i Garvín van ser condemnats a mort al setembre de 1942 i afusellats junts a les tàpies del cementiri de l'Est.